# Mellitidia cincta
Mellitidia cincta là một loài Hymenoptera trong họ Halictidae. Loài này được Smith mô tả khoa học năm 1859.